# Reshet

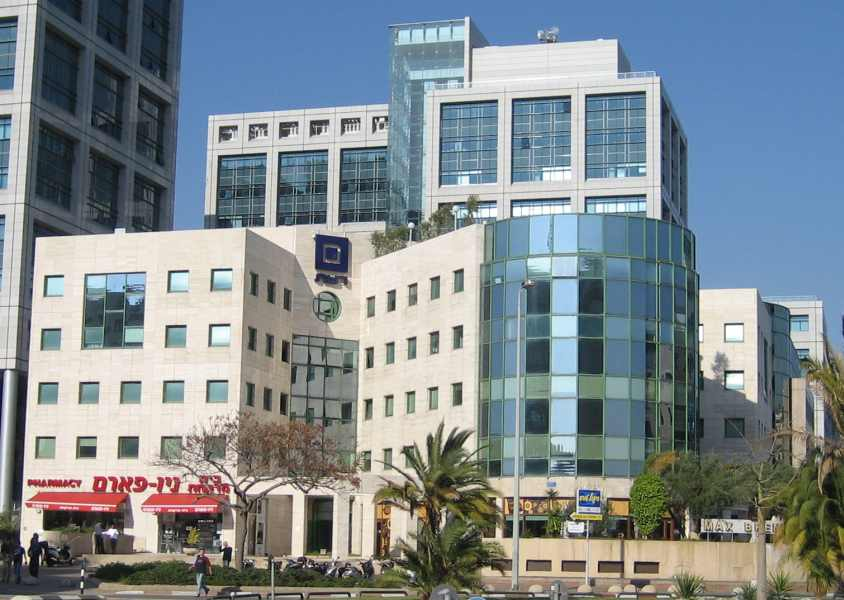
Reshet studio a Tel Aviv

Reshet (in ebraico: רשת, letteralmente "Network") è una delle due società concessionarie che gestiscono il canale televisivo commerciale israeliano, Canale 2 dal 1993. Reshet è considerata una delle reti televisive di maggior successo in Israele.
Il 4 novembre 1993, ha iniziato a trasmettere sul canale commerciale Channel 2 nel quadro del IBA (Israel Broadcasting Authority). Con istituzione del canale, sono stati scelti tre concessionarie: Keshet, Telad e Reshet. I tre concessionari che hanno ricevuto un contratto di trasmissione per un decennio hanno deciso che si scambiavano tra loro i giorni di radiodiffusione in una settimana in modo che si ottiene tre giorni di radiodiffusione, e gli altri due ottengono due.
Nell'aprile del 2005, una decisione è stata presa da una commissione del ministero della comunicazione che entro la fine del decennio solo due concessionari riceveranno contratti di trasmissione per il decennio successivo. Dei quattro concorrenti (la quarta doveva essere Kan), Keshet e Reshet sono stati scelti per guidare il palinsesto.
Oggi, Avi Tzvi è l'Amministratore Delegato della rete televisiva e Yossi Rosen è il presidente del consiglio di amministrazione.